# Los Hijos de Lee Marvin
Los Hijos de Lee Marvin (The Sons of Lee Marvin) es una sociedad secreta en clave de humor dedicada al emblemático actor estadounidense Lee Marvin. El único requisito para entrar en el club es que se debe tener un parecido físico suficiente como para ser un posible hijo de Lee Marvin.
Sus miembros fundadores son el cineasta Jim Jarmusch y los músicos Tom Waits, John Lurie y Richard Boes.